# 榑林里奈
榑林里奈 （くればやし りな、1997年7月15日 - ）は、日本のパチスロライター、タレント。

## 経歴・人物
ギャルコン2021 オンライン投票賞。

## 作品

### イメージビデオ
- クレバちゃん （2021年10月21日、竹書房）
- えちえちな妹がグイグイくる件について （2022年2月20日、ラインコミュニケーションズ）
- えちえちオンライン（2022年10月26日、スパイスビジュアル）